# Anagonia anguliventris
Anagonia anguliventris là một loài ruồi trong họ Tachinidae.